# Eix de l'eclíptica
Es diu Eix de l'eclíptica a la línia perpendicular al pla de l'eclíptica. La seva intersecció amb l'esfera celeste es diu pols de l'eclíptica nord i sud respectivament. Com el pla de l'eclíptica és relativament immòbil, el seu pol també ho està. El pol de l'equador gira al voltant del pol eclíptic amb un angle de 23 º 26 '(veure Obliqüitat de l'eclíptica) en virtut de la precessió dels equinoccis en un període de 25.800 anys. Aquest angle és el mateix que formen l'equador celeste i l'eclíptica.